# Markt Schwaben
Markt Schwaben je město v Bavorsku v Německu. Leží přibližně 23 km východně od Mnichova.

## Geografie
Městem protéká řeka Hennigbach. Nejvyšší bod ve městě je Wittelsbacher Höhe. Na jihu města je sportovní centrum s rybníkem.

## Historie
První zmínky o tomto městě jsou již z 11. století. Město dostalo jméno podle osadníků, kteří přišli z alemanského regionu Švábsko.

## Náboženství
Stojí zde katolický kostel. V roce 1315 byl postaven románský kostel a v roce 1474 byl vysvěcen.

## Politika
V roce 2002 byl zvolen první starosta Bernhard Winter. Druhý a třetí starostové byli Bernd Romir a Albert Hones. Další obecní volby se budou konat v roce 2014.

## Vzdělávací instituce
Markt Schwaben má několik škol:
- Základní škola v Markt Schwabenu
- Franz - Marc gymnázium v Markt Schwabenu

## Významné firmy
- Gienger Logistik KG
- HTI Wilhelm Gienger KG
- Wilhelm Gienger Verwaltungs GmbH
- Wilhelm Gienger München KG Fachgrosshandel für Haustechnik
- Wilhelm Gienger KG